# Кам'яниця Францвенігівська
Кам'яниця Францвенігівська — житловий будинок на площі Ринок у Львові, пам'ятка архітектури.

## Історія

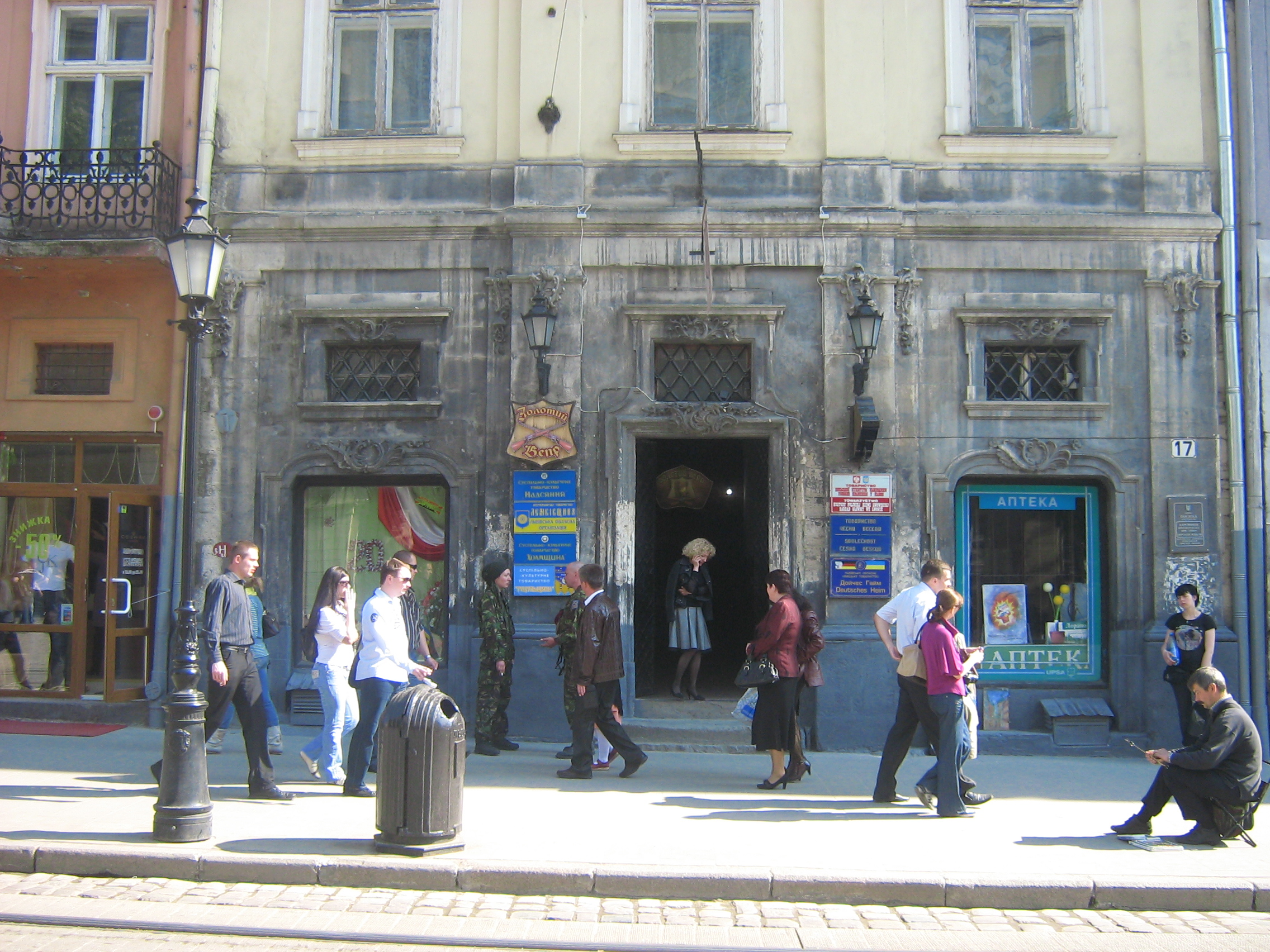
Перший поверх будівлі

Будинок збудований у 1574, перший власник — багатий міщанин та бурмистр Львова Франц Венінг, саксонець за походженням. Перебудований у 1766. У XIX ст. добудували четвертий поверх.

## Архітектура
Будинок цегляний, тинькований, чотириповерховий, витягнутий вглиб ділянки, зберіг первісне тридільне асиметричне внутрішнє планування, готичні склепіння в сінях і приміщеннях першого поверху.
Декор фасаду в стилі рококо, складається з пласких пілястр з характерними витонченими ліпними гірляндами.